# Neuching
Neuching er en kommune i Landkreis Erding i Regierungsbezirk Oberbayern i den tyske delstat Bayern. Den er en del af Verwaltungsgemeinschaft Oberneuching.

## Geografi
Neuching ligger i Region München.
Der er landsbyerne Niederneuching og Oberneuching.
- Wikimedia Commons har flere filer relateret til Neuching